# 后湾水库
后湾水库，位于中华人民共和国山西省长治市襄垣县县城西北虒亭镇，是浊漳西源干流上游的一座大型水库。水库工程于1959年11月开工，1960年3月竣工，1992年进行了扩建改造。水库总库容1.303亿立方米。大坝为均质碾压土坝，全长300米，最大坝高26米，坝顶高程926米，坝址以上汇水面积1267平方千米。水库具有防洪、灌溉、发电、养殖等综合功效。水库可灌溉后湾灌区1.33万公顷农田。设有装机容量2×200千瓦坝后式电站，年发电量114万千瓦时。